# Ding Jianjun
Ding Jianjun (en chino: 丁建军; 6 de octubre de 1989) es un deportista chino que compitió en halterofilia. Ganó dos medallas en el Campeonato Mundial de Halterofilia, oro en 2009 y bronce en 2014.

## Palmarés internacional
| Campeonato Mundial | Campeonato Mundial     | Campeonato Mundial | Campeonato Mundial |
| Año                | Lugar                  | Medalla            | Categoría          |
| ------------------ | ---------------------- | ------------------ | ------------------ |
| 2009               | Goyang (Corea del Sur) | Medalla de oro     | 62 kg              |
| 2014               | Almaty (Kazajistán)    | Medalla de bronce  | 62 kg              |